# Гуденаф, Джон
Джон Баннистер Гуденаф (англ. John Bannister Goodenough; 25 июля 1922, Йена, Тюрингия — 25 июня 2023, Остин) — американский учёный, специалист в области физики и химии твёрдого тела и материаловедения. Известен своим вкладом в разработку первых литий-ионных аккумуляторов. Лауреат многих престижных премий, в том числе Нобелевской премии по химии 2019 года (на момент вручения — самый пожилой лауреат в её истории).
Член Национальной инженерной академии США (1976), Национальной академии наук США (с 2012 года), иностранный член Французской академии наук (с 1992 года) и Лондонского королевского общества (с 2010 года).

## Биография
Гуденаф родился в немецкой Йене у американских родителей, вырос в Нью-Хейвене (Коннектикут), учился в частной школе Гротон. Несмотря на то, что страдал дислексией, окончил с отличием Йельский университет, где изучал философию, греческий язык, математику и химию и в 1943 году получил степень бакалавра по математике. В 1942—1948 годах служил в армии метеорологом. Демобилизовавшись, поступил в аспирантуру Чикагского университета, где изучал физику твёрдого тела под руководством Кларенса Зенера и в 1952 году защитил докторскую диссертацию, посвящённую структурным изменениям сплавов в зависимости от электронной конфигурации.
После защиты Гуденаф устроился на работу в Лабораторию Линкольна Массачусетского технологического института, где занимался разработкой и исследованием магнитных материалов для компьютерной памяти. В 1955 году он предложил несколько полуэмпирических правил, которые позволяют на качественном уровне (исходя из соображений симметрии атомных орбиталей) понять магнитные свойства ряда материалов и которые известны как правила Гуденафа — Канамори (см. Сверхобмен). Гуденаф детально исследовал явления электронного транспорта и спин-орбитальной связи в магнитных оксидах, что способствовало разработке новых запоминающих устройств с произвольным доступом. Высказывал новые идеи в области физики сверхпроводимости и гетерогенного катализа.
В 1976 году Гуденаф был назначен руководителем лаборатории неорганической химии Оксфордского университета. К этому времени под влиянием нефтяного кризиса его интересы сместились в область поисков новых источников энергии. Сфокусировавшись на проблеме создания литий-ионного аккумулятора и отталкиваясь от работы Стэнли Уиттингема, который исследовал возможность использования сульфидов, Гуденаф осознал перспективность оксидов и в 1980 году предложил использовать кобальтит лития (LixCoO2) в качестве катода. На этой основе его группе удалось создать первую перезаряжаемую литий-ионную батарею. В 1983 году вместе с Майклом Текереем предложил использовать в качестве материала катода литий-марганцевую шпинель, а в 1997 году вместе с Акшайей Падхи (англ. Akshaya K. Padhi) — фосфатные соединения лития и металла. В 2019 году он был удостоен Нобелевской премии по химии за участие в разработке литий-ионных аккумуляторов (совместно с Уиттингемом и Акирой Ёсино). При этом он стал самым пожилым лауреатом в истории премии — на момент присуждения ему было 97 лет.
В 1986 году Гуденаф переехал в Техасский университет в Остине, где продолжал работать до конца жизни профессором на факультете машиностроения. По мнению Гуденафа, некоторым учёным свойственна поздняя зрелость, и наиболее важные научные достижения приходят к ним в преклонном возрасте.
Со времён учёбы в Чикаго был женат на Айрин Уайзмен. Был верующим христианином.

## Награды и отличия
- Премия столетия (1975)
- Премия Японии (2001)
- Премия Энрико Ферми (2009)
- Национальная научная медаль США (2011)
- Премия Чарльза Старка Дрейпера (2014)
- Премия за инновации в области альтернативных видов топлива для транспорта (2015)
- Welch Award in Chemistry[англ.] одноимённого фонда (2017)
- Медаль Бенджамина Франклина (2018)
- Медаль Копли (2019)
- Нобелевская премия по химии (2019)
- Highly Cited Researcher (2019)[13]

## Публикации
Книги
- Goodenough J. B. Magnetism and the Chemical Bond (англ.). — Interscience, 1963.
- Goodenough J. B. Witness to Grace (англ.). — PublishAmerica, 2008.

Избранные статьи
- Goodenough J. B. Theory of the Role of Covalence in the Perovskite-Type Manganites [La,M(II)MnO3] (англ.) // Physical Review. — 1955. — Vol. 100. — P. 564—573. — doi:10.1103/PhysRev.100.564.
- Goodenough J. B. An interpretation of the magnetic properties of the perovskite-type mixed crystals La1−xSrxCoO3−λ (англ.) // Journal of Physics and Chemistry of Solids. — 1958. — Vol. 6. — P. 287—297. — doi:10.1016/0022-3697(58)90107-0.
- Goodenough J. B. Metallic oxides (англ.) // Progress in Solid State Chemistry. — 1971. — Vol. 5. — P. 145—399. — doi:10.1016/0079-6786(71)90018-5.
- Goodenough J. B., Hong H. Y.-P., Kafalas J. A. Fast Na+-ion transport in skeleton structures (англ.) // Materials Research Bulletin. — 1976. — Vol. 11. — P. 203—220. — doi:10.1016/0025-5408(76)90077-5.
- Mizushima K., Jones P. C., Wiseman P. J., Goodenough J. B. LixCoO2 (0 < x < −1): A new cathode material for batteries of high energy density (англ.) // Materials Research Bulletin. — 1980. — Vol. 15. — P. 783—789. — doi:10.1016/0025-5408(80)90012-4.
- Thackeray M. M., David W. I. F., Bruce P. G., Goodenough J. B. Lithium insertion into manganese spinels (англ.) // Materials Research Bulletin. — 1983. — Vol. 18. — P. 461—472. — doi:10.1016/0025-5408(83)90138-1.
- Padhi A. K., Nanjundaswamy K. S., Goodenough J. B. Phospho‐olivines as positive‐electrode materials for rechargeable lithium batteries (англ.) // Journal of the Electrochemical Society. — 1997. — Vol. 144. — P. 1188—1194. — doi:10.1149/1.1837571.
- Goodenough J. B., Kim Y. Challenges for rechargeable Li batteries (англ.) // Chemistry of Materials. — 2010. — Vol. 22. — P. 587—603. — doi:10.1021/cm901452z.